# Сукач Микола Васильович
Мико́ла Васи́льович Сука́ч (нар. 25 травня 1946, Чернігів) — український музикант, художній керівник та головний диригент академічного симфонічного оркестру «Філармонія» Чернігівського філармонійного центру. Заслужений діяч мистецтв України (1996).

## Життєпис
Батько — командир зенітної батареї, в 1941 році був поранений. У шпиталі він познайомився з медичною сестрою і одружився з нею. Родина переїхала до Чернігова, де 25 травня 1946 року і народився Микола Сукач. Майбутній диригент закінчив Чернігівське музичне училище по класу баяна, з 15 років почав виступати як соліст оркестру народних інструментів. В 1966 році вступив одразу на другий курс Харківської консерваторії, де його творчим наставником був Володимир Подгорний. Диригування навчався у Костянтина Дорошенка.
Після завершення консерваторії в 1969 році повернувся до Чернігова, де став працювати диригентом симфонічного оркестру музичного училища. Але одразу же був призваний до армії, служив у Пскові у десантних військах.
Викладав у Чернігівському музичному училищі, керував оркестром народних інструментів, пізніше — камерним оркестром філармонії.
В кінці 70-х років диригент ледве не загинув. Одного вечора він став свідком чіплянь компанії молодиків до дівчини. Микола Васильович заступився за дівчину, але на зворотному шляху потрапив у засідку і отримав 11 ножових поранень, одне з яких — в серце. Пережив клінічну смерть, але після реабілітації зумів повернутися до нормального життя. Після того випадку кинув палити та взагалі перестав вживати алкоголь.
Диригенту запропонували очолити столичний оркестр, але він залишився в рідному місті та в 1999 році заснував академічний симфонічний оркестр «Філармонія». З того часу Микола Сукач є його незмінним художнім керівником та головним диригентом.
Одружений (дружина — Олена Петрівна), має двох дочок — Наталію та Марину, та сина Ярослава.

## Творча діяльність

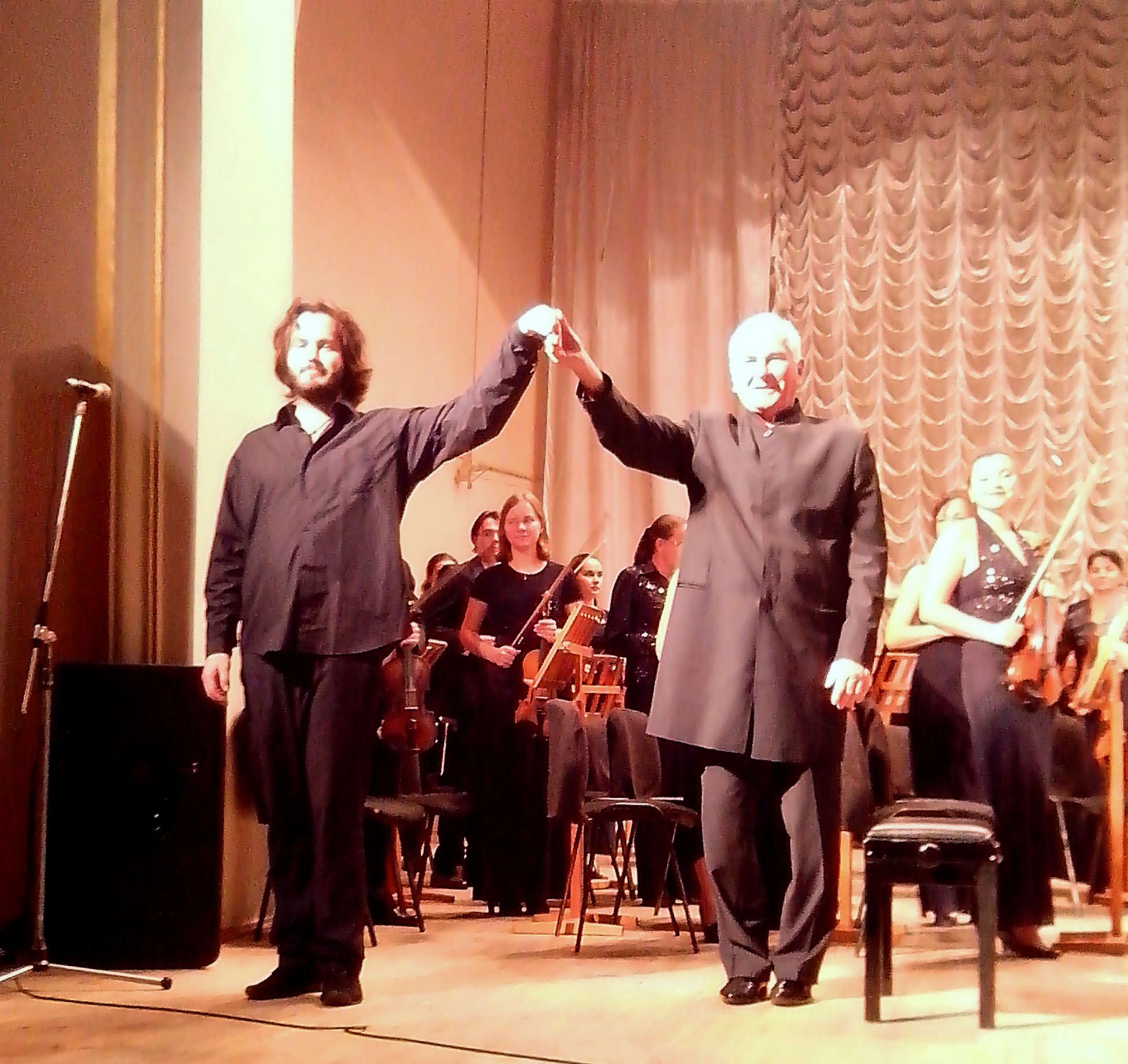
Микола Сукач (справа) разом з Антонієм Баришевським

Разом з АСО «Філармонія» Микола Сукач грає симфонії Гайдна, Моцарта, всі симфонії Бетховена, Брамса, Шуберта, Шумана, Брукнера (1-7), Рахманінова, Чайковського, Каліннікова, Бородіна, Борткевича та Скрябіна.
Особливе місце в репертуарі диригента займає Сергій Борткевич. Саме Микола Васильович разом з нечисленними колегами-ентуазіастами відроджував творчість цього композитора. Чернігівський оркестр став першим, який виконав всі симфонічні твори композитора. За це відкриття Микола Сукач був двічі номінований на здобуття Національної премії імені Тараса Шевченка.
Він бере участь у спільних проектах з Національним симфонічним оркестром України, Симфонічним оркестром Національної опери України, з Харківським симфонічним оркестром, з Національним одеським філармонічним оркестром і Донецьким симфонічним оркестром.
Микола Сукач є засновником та художнім керівником щорічного міжнародного фестивалю класичної музики «Сіверські музичні вечори». Оркестр під орудою диригента виступав разом з піаністами Миколою Луганським, Вадимом Руденко, Миколою Суком, Олегом Полянським, Борисом Березовським, Антонієм Баришевським, віолончелістом Олександром Князєвим, скрипалями Анатолієм Баженовим, Олександром Семчуком та багатьма іншими виконавцями.
Митець виступав в ролі запрошеного диригента в США, Німеччині, Іспанії, Португалії, Хорватії (фестиваль «Істрія»), Росії, Польщі та Білорусі. Виступав у Києві на фестивалі «Літні музичні вечори».

## Нагороди та звання
- Повний кавалер ордену «За заслуги»:
  - І ступеня (23 серпня 2021) — за значний особистий внесок у державне будівництво, зміцнення обороноздатності, соціально-економічний, науково-технічний, культурно-освітній розвиток Української держави, вагомі трудові досягнення, багаторічну сумлінну працю та з нагоди 30-ї річниці незалежності України[11]
  - ІІ ступеня (25 червня 2016) — за значний особистий внесок у державне будівництво, соціально- економічний, науково-технічний, культурно-освітній розвиток України, вагомі трудові здобутки та високий професіоналізм[12]
  - ІІІ ступеня (24 листопада 2009) — за вагомий особистий внесок у розвиток культурно-мистецької спадщини України, високу професійну майстерність та активну участь у проведенні Фестивалю мистецтв України[13]
- Заслужений діяч мистецтв України (22 серпня 1996) — за вагомий особистий внесок у примноження національних духовних надбань, високий професіоналізм та з нагоди п'ятої річниці незалежності України[2]
- Почесна грамота Кабінету Міністрів України (23 червня 2003) — за вагомий особистий внесок у збереження української музичної спадщини та високу професійну майстерність[14]
- Почесний громадянин міста Чернігова (26 травня 2016) — за особливі заслуги перед містом[15]